# Paul Knapp (Pfarrer, 1879)
Paul Knapp (* 15. April 1879 in Tuttlingen; † 28. Juli 1953 in Grünkraut bei Ravensburg) war ein deutscher evangelischer Pfarrer und Pazifist. Er gründete 1918 die kurzlebige Deutsche Friedenspartei.

## Leben

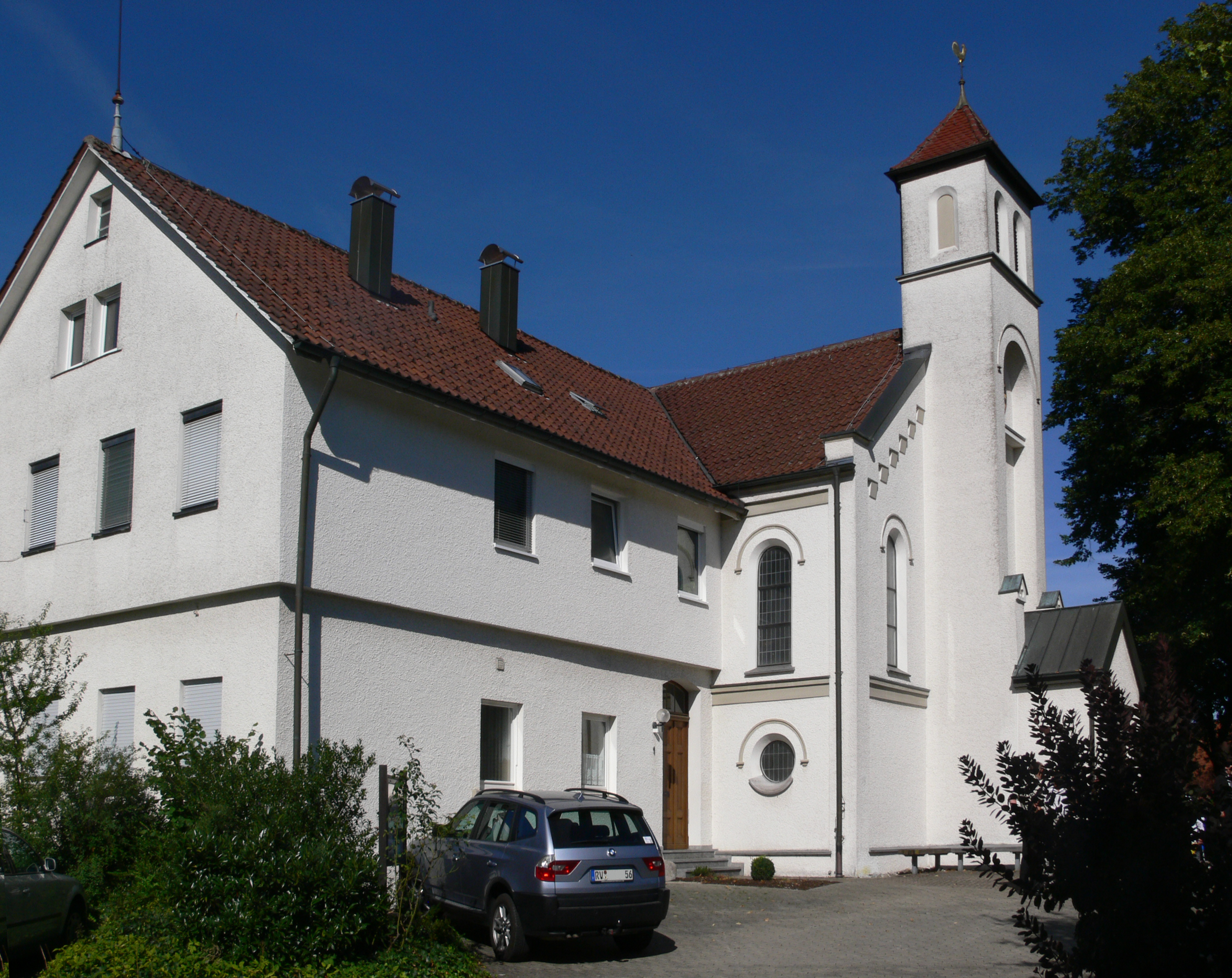
Evangelische Kirche in Atzenweiler

Knapp wurde als Sohn des evangelischen Pfarrers Gotthold Knapp in Tuttlingen geboren, sein Großvater war der Pfarrer, Liederdichter und pietistische Schriftsteller Albert Knapp. Bereits während seines Theologiestudiums in Tübingen entwickelte er eine kritische Haltung gegenüber seiner Kirche, entschied sich aber dennoch dafür, als Vikar und später als Pfarrer in den Dienst der Landeskirche zu treten. Er war Mitglied der Studentenverbindung Luginsland Tübingen.
Ab 1911 war er Pfarrer im abgelegenen oberschwäbischen Dorf Grünkraut, bzw. der dortigen Kirchengemeinde Atzenweiler.
Während zweier kurzer Aufenthalte im Sanitätsdienst in Lazaretten des Ersten Weltkriegs verfestigte sich seine Ablehnung des Krieges. Er vertrat die Ansicht, auf den Krieg bezogene Bitt- und Dankgottesdienste seien Gotteslästerung. Außerdem äußerte er öffentlich Mitleid etwa mit den „lieben prächtigen, in den masurischen Seen umgekommenen Russen“. Als evangelischer Pfarrer begrüßte er 1917 ausdrücklich die Friedensbemühungen des Papstes Benedikt XV. Mit seinen öffentlichen Vorträgen zog er scharfe Kritik der Kirchenleitung auf sich. Die Württembergische Landeskirche ließ ihn dennoch gewähren, weil sie die Ansicht vertrat, dass eine Maßregelung dem Pazifisten aus der entlegenen Diasporagemeinde nur zusätzliche Aufmerksamkeit und Sympathie bringen würde. Allerdings wurden die von ihm zahlreich gestellten Versetzungsanträge allesamt abgelehnt.
1918 gründete er in Ravensburg die Deutsche Friedenspartei. Neben dem Ortsverein in Ravensburg bildeten sich weitere Ortsvereine in Stuttgart, Tübingen und Sigmaringen. Der Versuch, die Deutsche Friedensgesellschaft zur Unterstützung der Deutschen Friedenspartei zu bewegen, scheiterte, weil man dort die Ansicht vertrat, es sei besser, innerhalb der bestehenden Parteien für eine pazifistische Linie zu werben. 1919 löste sich die Partei wieder auf.
Ab den 1920er Jahren hielt sich Knapp parteipolitisch zurück, wich aber von seinen Ansichten nicht ab. Dem Nationalsozialismus stand er von Anfang an mit entschiedener Ablehnung gegenüber. 1949 versetzte ihn die Kirchenleitung in den Ruhestand.

## Veröffentlichungen
- Notwendigkeit und Art der Mitteilung der sicheren Ergebnisse der modernen Theologie an Gemeinde und Schüler. Stuttgart 1910
- Der evangelische Mensch. Atzenweiler 1932
- Was ist Wahrheit? 1939

## Zitate
„Das Schlachtfeld ist ein Feld der Schande“